# Inès Lamunière
 (novembre 2023).
Si vous disposez d'ouvrages ou d'articles de référence ou si vous connaissez des sites web de qualité traitant du thème abordé ici, merci de compléter l'article en donnant les références utiles à sa vérifiabilité et en les liant à la section « Notes et références ».
Inès Lamunière, née le 25 octobre 1954 à Genève, est une architecte suisse.

## Biographie
Inès Lamunière, fille de l'architecte suisse Jean-Marc Lamunière, achève ses études d’architecture à l’EPFL (École polytechnique fédérale de Lausanne) en 1980. Elle poursuit sa formation en théorie et histoire de l’architecture comme membre de l’Institut Suisse de Rome et devient assistante à l’École polytechnique fédérale de Zurich (ETHZ) auprès du professeur Werner Oechslin. Elle est ensuite nommée professeure de théorie et critique du projet d’architecture à l’École polytechnique fédérale de Zurich, puis, en 1994, à l’EPFL (École polytechnique fédérale de Lausanne); dès 2001, elle y fonde et dirige le Laboratoire d’architecture et de mobilité urbaine (LAMU). Elle dirige la Section d’architecture de l’EPFL de 2008 à 2011.En 1996, 1999 et 2008, elle est professeure invitée à la Graduate school of Design, Harvard University . Elle est corédactrice de la revue Faces - Journal d’architecture à Genève, de 1989 à 2004. Elle est conférencière et critique invitée en Europe, en Amérique du Nord et en Asie. Elle publie un livre en théorie de l’architecture urbaine Fo(u)r cities, en 2004, un essai sur la perception contemporaine de la menace et ses incidences sur l’architecture Habiter la menace en 2006, et un essai sur les projets complexes d'architecture en lien avec les insfrastructures "Objets risqués", trois ouvrages édités aux Presses polytechniques universitaires romandes, Lausanne. Le livre "Enseigner l’architecture/Teaching architecture, Infolio et Birkhaüser, 2018, co-écrit avec Laurent Stalder, résume et détaille l'ensemble de ses activités d'enseignante et de chercheuse.
En 1983, elle crée et dirige Devanthéry & Lamunière - architecture, restauration du patrimoine et urbanisme, en association avec Patrick Devanthéry.
Depuis 2007, elle dirige la société transformée en  dl-a, designlab-architecture SA et en 2015, elle reprend la direction avec deux nouveaux associés: Vincent Mas Durbec (architecte DPLG/SIA) et Afonso Serpa (architecte UAL).

## Principales réalisations

Campus Pictet de Rochemont, 2020-2025

Maquette PAV Pointe Nord, Genève

Gare souterraine de Genève Cornavin, 2018-2035

- 2020-2027 - Centre Oecuménique des Eglises, Genève[2]

- 2020-2025 - Campus Pictet de Rochemont, Genève[2]
- 2020 - Restauration, transformation Ecole des Pâquis, Genève[2]
- 2019-2025 - Image directrice et PLQ, PAV Pointe Nord, Genève[2]
- 2018-2035 - Gare souterraine de Cornavin, Genève[2]
- 2017 - Deux immeubles de bureau, Le Berlingot, Nantes, F[2]
- 2015 - Laboratoire de recherche Agroscope, ACW, Changins Nyon
- 2014 - Deux immeubles d'habitations à La Chapelle, Genève
- 2014 - Une villa, Vandoeuvres, Genève
- 2013 - Immeuble intergénérationnel, Le Prieuré, Genève
- 2012 - Opéra de Lausanne, Lausanne
- 2012 - Siège Batigène, quartier de l'amphithéatre, Metz, F
- 2010 - Villa urbaine, Genève
- 2010 - Tour de la Radio et Télévision Suisse, Genève
- 2008 - Faculté des Sciences de la Vie, EPFL, Lausanne
- 2007 - Centre opérationnel de Philip Morris International, Lausanne
- 2006 - Ecole et centre de quartier à Cressy, Genève
- 2004 - Suite alpestre, Evolène
- 2004 - Hôtel Novotel, Berne
- 2004 - Quartier d'habitation, Neuchâtel
- 2003 - Clinique psychiatrique, Yverdon-les-Bains
- 2003 - Ecole primaire, Rolle
- 2000 - Bibliothèque Fleuret, université de Lausanne, Lausanne
- 2000 - Transformation de l'aile ouest de la gare de Cornavin, Genève
- 2000 - Bureau du quotidien Le Temps, Genève
- 1999 - Hôtel de Ville, Payerne
- 1999-2006 - Hôtel Cornavin, Genève

- 1996 - Auditorium Arditi-Wilsdorf, UNIGE, Genève
- 1996 - Gymnase de Chamblandes, Pully
- 1995 - École primaire et centre de loisirs au Grand-Saconnex, Genève[2]
- 1993 - Immeuble de logement pour jeunes, Centre universitaire protestant, Genève

## Publications
- I. Lamunière, Laurent Stalder (trad. de l'anglais), Inès Lamunière – Enseigner l'architectureUn entretien, , Suisse, Infolio, 2018, 96 p. (ISBN 978-2-88474-694-6)
- I. Lamunière, Objets risqués, Lausanne, Suisse, Éditions PPUR, 2015 (ISBN 978-2-88915-066-3)
- A. Kockelkorn et L. Stalder, Devanthéry & Lamunière, Image d'architecture - Deux Entretiens, Paris, France, Infolio, 2011 (ISBN 978-2-884-74494-2)
- J. Abram, JF. Caille, E. Caille, Devanthéry & Lamunière, In Details, Paris, France, Éditions Archibooks et Sautereau, 2010 (ISBN 978-2-35733-091-7)
- I. Lamunière, Habiter la Menace, Lausanne, Suisse, Éditions PPUR, 2006 (ISBN 2-88074-650-7)
- J. Abram, Devanthéry & Lamunière, Pathfinders, Gollion, Suisse, Infolio version française, 2005 (ISBN 978-2-884-74534-5)
- J. Abram, Devanthéry & Lamunière, Pathfinders, Bâle, Suisse, Birkhäuser, version anglaise, 2005 (ISBN 978-3-7643-7904-9)
- I. Lamunière, Fo(u)r cities, Lausanne, Suisse, PPUR, 2004 (ISBN 2-88074-520-9)
- J. Abram, Devanthéry & Lamunière, Fo(u)r examples, Bâle, Suisse, Birkhäuser, 1996 (ISBN 978-3-7643-5435-0)

## Distinctions
Inès Lamunière est distinguée par la République française au grade de chevalier de l'ordre des Arts et des Lettres en 2017.
Inès Lamunière reçoit le Prix Suisse Meret Oppenheim pour les arts en 2011.